# Српска графика
Појам графика међу Србима јавља се најобимније након отварања првих српских штампарија у 14 и 15. веку, а сам појам графике и визуелног приказивања светаца у виду дрвореза, у црквама и манастирима Српске православне цркве, достиже свој врхунац у 18. веку.

## Историјат
Са појавом првих српских штампарија у 14 и 15. веку, међу Србима, појављује се и дрворезна графика. У то време, дрворези су мењали илуминације у књигама, мада су се штампали и самостални графички листови. Најпопуларнији су били абагари, листови са молитвама, иконе на хартији, као и дрворез. Црква након 1680. године прихвата бакрорезну технику, а један од првих познатих поручилаца бакрореза од Срба био је патријарх Арсеније IV Јовановић Шакабента. 
Бакрорезна графика била је нарочито истакнута у 18. веку, а Српска православна црква је била заслужна за многе култне појаве и уметничка дела међу Србима.
За време владавине Аустроугарске, у 18. веку развијена је идеја о култовима српских средњовековних владара. Од највеће важности тог времена је дрворез Свети кнез Лазар кефалофорос, из манастира Врдник, израђен крајем 17. века. Ово је један од првих листова на којима је представљен барокизирани култ Срба владара и светитеља и он је одражавао политичке тежње Каровлачке митрополије, која је за време Аустријске државе била главни политички представник српског народа. На овом листу, кнез Лазар се представља као кефалофорос, што представља његову моралну снагу и истрајност током великих искушења.
Један од најзначајнихих покровитеља бакрореза међу Србима, био је архиепископ пећки и патријарх српски Арсеније IV Јовановић Шакабента. Док је још био пећки патријарх, 1733. године, био је заинтересован за бакрорез. Наручио је издраду цртежа манастира Студенице и поверио је иностраним граверима који су израдили одговарајужи бакрорез. На вендути овог манастира, приказане су најзначајније идеје политике Арсеније IV. Ту је приказано тринаест цркава, а изнад сваке се налази медаља са светитељем коме је црква посвећена, као и централни херадички пано, представа Светог Саве са српским светитељима дома Немањића, а изнад представе Богородичине цркве и лоза Немањића, урађена према фресци из манастира Дечани. Хералдички пано обухвата грбове илирских земаља са натписом Стефан Немања бист цар српски. Ведута манастира је тако изузетно обогаћена историјској-религиозним ликовним додацима, који су показивали повезаност духовне и световне власти у српској држави и наглашавали култ владара светитеља.
Крајем 18. века у штампарији код Стефана Новаковића је штампана Историја, аутора Јована Рајића. Осим бриге о штампи, изузетно се водило рачуна о ликовној опреми књиге, о чему је водио рачуна српски митрополит карловачки Стефан Стратимировић. Ликови српских владара режирани су од стране бечког гравера Јохана Мансфелда према цртежима Јакова Орефлина, иконописаца, српског барокног сликара.
Иако је Карловачка митрополија захтевала да се владари светитељи прикажу без ореола и у владарској одећи, без крстова у рукама, од тога се одустало и ликови владара су урађени према западноевропскик предлозима, позамљеним из збирке о франачким владарима.
Крајем 18 и почетком 19. века, српску графику су обележили Арса Теодоровић, Димитрије Аврамовић, литографије Павела Ђурковића и Уроша Кнежевића. Рани реализам и романтизам су присутни у литографијама Анастаса Јовановића, цртежима Новака Радонића, Ђорђа Крстића и Стеве Тодоровића. Значајан допринос оставили су и Милош Тенковић, Урош Предић и Паја Јовановић.
Године 1963. установљен је Кабинет графике у којем су се чували цртежи и графички радови углавном из 18 и 19. века и он данас поседује око 6.800 дела. Збрирка цртежа и графика српских аутора формирана је као посебна збрика тек 2005. године и она поседује око 1.000 радова.

## Композиције
Заинтересован за бакрорезну графику, Арсеније IV наручио је да се урадио композиција Светог Саве са светитељима дома Немање, која је издата као засебан графички лист. Композицију је нацртао Христофор Жефаровић, а на бакар ју је пренео бечки гравер Тома Месмер. На овој графици представљени су Свети Сава, Стефан Немања, Стефан Првовенчани, краљ Милутин, Стефан Дечански, цар Душан и много други владари. Ова графика величала је српске владаре лозе Немањића и имала циљ да сачува националну прошлост Срба, што је у временима окупације било од великог значаја.
Након израдње ове композције, Арсеније IV наручио је и израду књиге Стематографије, за које су такође ангажовани Христофор Жефаровић и Тома Месмер.
 Графика Светог цара Уроша урађена је према бечком предлогу, а на њему је лик владара позајмљен, те се ту налази непозната историјска личност. Поред лика цара Уроша, на графици се налази текст топара и кондака, што наглашава да се на графици налази светитељ. Овај бакрорез је наручен за манастир Јазак и израђен 1746. године.
За манастир Врдник у Срему, рађена је графика Свети кнез Лазар. И ова графика је урађена у западноевропском стилу иконографија.
 Бакрорез сремских светитеља Бранковића из 1746. године урађен је за манастир Крушедол. Иконографија се на овој композицији ослања на икону породице Бранковића из средине 16. века.
Бакрорез Светог Стефана Штиљановића , урађен је 1753. године. Ова личност је по народном предању, али и неким историјскик изворима проглашавана за деспота, краља, па чак и цара.
Српски бакрорезац и историчар Захарије Орфелин је издао 1780. године графички лист на којем су представљени Свети Сава и Свети Симеон, што потврђује да је култ српских владара светитеља био поштован и у 18. веку. Орфелин је издао и један лист са портретима српских владара и архиепископа.